# Verklärte Nacht
Verklärte Nacht, in italiano Notte trasfigurata, è considerata la prima opera di rilievo di Arnold Schönberg.
Fu scritta nel 1899 quando l'autore aveva 25 anni. Egli riprese l'omonima poesia di Richard Dehmel tratta dalla raccolta Weib und Welt del 1896.
Richard Dehmel fu un poeta tedesco nato a Wendisch Hermsdorf (Brandeburgo) il 18 novembre 1863, morto a Blankenese (presso Amburgo) l'8 febbraio 1920. La qualità poetica di Dehmel è dubbia; sicuramente la sua poesia incontrava i gusti del pubblico a lui contemporaneo. Nel 1950 Schönberg lo additò come uno dei "principali rappresentanti dello spirito del tempo nella poesia".
Il testo narra la vicenda, avvenuta in una notte al chiaro di luna, di una donna che confessa al suo uomo di portare in grembo un figlio non suo, e ne riceve conforto. Questo testo però non venne affidato al canto, ma reso in forma di poema sinfonico .
Schönberg propose "Verklärte Nacht" per l'esecuzione al Tonkunstlerverein, la più importante società di concerti da camera viennese: la partitura fu però respinta, tra gli altri motivi perché conteneva un accordo di nona al quarto rivolto non previsto dai trattati di armonia.
La prima rappresentazione fu eseguita dal Quartetto Rosé integrato da due strumentisti dei Wiener Philharmoniker e provocò il primo scandalo nella carriera di Schönberg per colpa di quelle arditezze armoniche innestate su un linguaggio ancora legato a Richard Wagner e a Johannes Brahms che, peraltro, avevano provocato la bocciatura al momento della proposizione al Tonkunstlerverein. La rappresentazione diede luogo a  "tumulti e pugilati" ed a violente stroncature
I tempi della composizione sono:
1. Grave
2. Animato
3. Poco allegro
4. Grave
5. Adagio
6. Più mosso, moderato
7. Adagio

Le caratteristiche musicali di Schönberg si evidenziano nell'insolita ampiezza delle volute melodiche, nella densità degli intrecci contrappuntistici, nonché nelle strutture armoniche assai ardite per quel tempo.
Schönberg era comunque talmente convinto della bontà della sua opera che nel 1917 decise di realizzarne una trascrizione per orchestra d'archi, che sottopose ad una revisione definitiva nel 1943.
Anche grazie a questa versione l'opera ebbe una popolarità grandissima, sicuramente superiore a quella conquistata dalle opere atonali e dodecafoniche.